# Diplazium maonense
Diplazium maonense är en majbräkenväxtart som beskrevs av Ren-Chang Ching.
Diplazium maonense ingår i släktet Diplazium och familjen Athyriaceae. Inga underarter finns listade i Catalogue of Life.